# بين إف. كالدويل
بين إف. كالدويل هو مصرفي وسياسي أمريكي، ولد في 2 أغسطس 1848 في كارولتون في الولايات المتحدة، وتوفي في 29 ديسمبر 1924 في سبرينغفيلد في الولايات المتحدة. نشط حزبياً في الحزب الديمقراطي. وقد انتخب عضو مجلس ولاية إلينوي ‏ وانتخب عضو مجلس نواب إلينوي ‏ وانتخب عضو مجلس النواب الأمريكي.